# Taraxacum wiinstedtii
Taraxacum wiinstedtii — вид квіткових рослин з родини айстрових (Asteraceae). Ареал: Данія, Фінляндія, Німеччина, Польща; це багаторічна рослина помірних біомів.
У Польщі вид відомий з одної локації долині р. Буг.